# Col blanc (classe sociale)
Pour les articles homonymes, voir Col blanc.

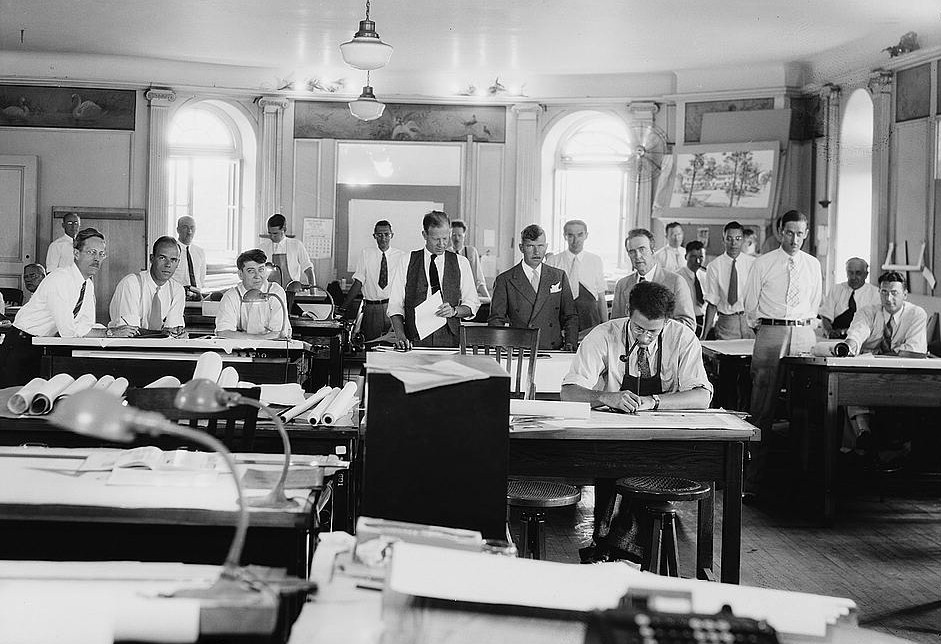
Architectes de la Farm Security Administration vers 1940.

L'expression col blanc est un terme du langage courant utilisé pour désigner les travailleurs de bureau, en particulier les cadres. Par extension, il peut désigner des individus faisant partie des élites, du monde des affaires et de l'entreprise en particulier, parfois aussi de la politique. Ce terme a été défini par opposition aux cols bleus, terme désignant les ouvriers, vêtus d'un bleu de travail, faisant partie de la classe populaire.
Le terme « cols blancs » est attribué à Upton Sinclair, un écrivain américain, en relation avec les employés de bureau, administratifs et de gestion dans les années 1930.
L'expression vient de la chemise blanche (à col blanc, donc) que portent les employés de bureau (le blanc est une couleur plus difficile à laver et il fallait davantage de moyens pour l'entretenir), opposé au bleu de travail des ouvriers, ou cols bleus, qui lui désigne les travailleurs manuels et les ouvriers.
L'émergence des cols blancs provient de la naissance de la grande entreprise qui créa des postes de bureau et de cadres, la bureaucratie et le tertiaire. Les cols blancs font partie de la nouvelle classe moyenne du début du XXe siècle.
Max Weber, dans sa typologie des classes les considérait comme une grande classe sociale.

## Expressions diverses
- Criminalité en col blanc, délinquants/criminels en col blanc : désigne la fraude criminelle et comptable (voir les cas d'Enron ou de l'affaire Madoff).